# Ed, Edd și Eddy (sezonul 3)
Al treilea sezon din serialul Ed, Edd și Eddy este compus din 26 de episoade și a fost pentru prima dată difuzat în 23 februarie 2001 iar ultimul episod în data de 12 iulie 2002 pe Cartoon Network. Seria se desfășoară în jurul a trei adolescenți cunoscuți ca „Ezii”, care-și duc viața printr-un cartier suburban cul-de-sac. Neoficial conduși de Eddy, cei trei Ezi tot încearcă să scoată bani ducându-i de nas pe ceilalți copii pentru a-și cumpăra ceea ce le place cel mai mult: sfarmă-fălci. De cele mai multe ori planul lor eșuează, sfârșind în situații stânjenitoare. Este unul din cele patru sezoane de Ed, Edd și Eddy comandate inițial de Cartoon Network.
În 2001, James Wootton a fost nominalizat la Premiile Annie pentru scenariul scris pentru primul episod din sezon, "Wish You Were Ed." Sezonul poate fi achiziționat de pe iTunes Store, Google Play și Amazon.com, și a apărut neoficial și în Thailanda.

## Distribuție
Distribuția rămâne în mare ca și cea din sezonul 2; Matt Hill, Samuel Vincent și Tony Sampson au dat glas personajelor Ed, Dublu D și Eddy. David Paul Grove l-a dublat pe Jonny, iar Keenan Christenson pe Jimmy. La fel pentru Sarah (Janyse Jaud), Kevin (Kathleen Barr), Rolf (Peter Kelamis), Marie (Kathleen Barr) și Lee (Janyse Jaud), doar vocea lui Nazz și a lui May Kanker, Erin Fitzgerald, fiind înlocuită cu Jenn Forgie.

## Episoadele
În descrierea episoadelor apare titlul tradus în limba română de studioul de dublaj. 
| |                                                              |                    |  |  |  |  |
| 27 | „Wish You Were Ed / Momma's Little Ed”                       | 23 februarie 2001  |  |  |  |  |
| Aș vrea să fii Ed: Rolf se plictisește de viața simplă dusă în cul-de-sac și își amintește cu nostalgie de perioada când trăia în vechiul lui sat (Old Village). Rolf îi explică lui Dublu D că-i este dor de casă, aflându-se la granița dintre două culturi. Sperând să profite de Rolf, Eddy decide să recreeze satul lui Rolf și să facă un profit din asta. Planul lor merge de minune până le este încurcat, fără să vrea, de Johnny (în acest episod a debutat popularul cântec „That's my horse” (Ăsta-i calul meu), acompaniat de un dans violent). Momma's Little Ed: Ezii se află la casa lui Dublu D. În timp ce Dublu D se ocupă de treburile casnice, impuse de notițele stricte ale părinților, Ed și Eddy îi imită pe părinții lui Dublu D, folosind ciudata abilitate a lui Ed de a copia perfect scrisul celorlalți, punându-l să facă cele mai ridicole lucruri. Dublu D crede ceea ce scrie și se conformează. |                                                              |                    |  |  |  |  |
| 28 | „Once Upon an Ed / For Your Ed Only”                         | 25 mai 2001        |  |  |  |  |
| A fost odată ca niciun Ed: Jonny și Scândură sunt gata de culcare, dar se pare că Ezii sunt blocați în peretele lui Johnny. Ei au trei variante diferite ale poveștii despre cum au ajuns acolo, dar nu se pun de-acord. Povestea lui Eddy: O variantă exagerată a visului vieții lui în care el este conducătorul tuturor copiilor din cul-de-sac și deține o bancă de sfarmă-fălci de toate aromele. Povestea lui Dublu D (și cea mai credibilă): o simplă înșelătorie în care Ed și Eddy încearcă din răsputeri să ia banii copiilor și în care Jimmy nu poartă aparat dentar, dar Dublu D se opune imoralității lor. Povestea lui Ed: Un film de categoria B în care Dublu D vorbește ca un idiot, Ed are superputeri, iar surorile Kanker mănâncă „piure de cartofi supra radioactivi” și se transformă în monștri gigantici. Doar pentru Ed-ul tău: O înșelătorie merge prost când Ezii aterizează în dormitorul lui Sarah, distrugându-l. Ezii încearcă să curețe camera până când sora lui Ed o să se-ntoarcă, dar îi găsesc jurnalul secret, cu Eddy citindu-l. Sarah și ceilalți copii pornesc în căutarea jurnalului. |                                                              |                    |  |  |  |  |
| 29 | „It Came from Outer Ed / 3 Squares and an Ed”                | 19 septembrie 2001 |  |  |  |  |
| Ed picat din cer: Dublu D și Eddy au venit cu ideea să-l păcălească pe Ed. Eddy îl scoate pe Ed afară din camera sa în timp ce citea o nouă revistă de benzi desenate, „Evil Tim” (Echipa Rea). Ed se gândește la o scamatorie bazată pe revistă care este urmată de ceilalți Ezi, dar care se dovedește că este un ritual de ceremonie, ca să readucă la viață Echipa Rea. Încercarea eșuează, dar atrage o mulțime de ciori. 3 pătrate și un Ed: Gardienii Sarah și Jimmy îi informează pe Dublu D și Eddy că Ed a fost pedepsit. Cei doi prieteni încearcă să-l ajute să evadeze fără ca Sarah și Jimmy să știe. |                                                              |                    |  |  |  |  |
| 30 | „Dueling Eds / Dim Lit Ed”                                   | 23 noiembrie 2001  |  |  |  |  |
| Ed în duel: Ezii au o scamatorie pentru Jonny, lecții false de karate. Ea eșuează când toți sunt atrași de Rolf în casa sa. Rolf își creează un costum de castravete de mare și le dă la copii de mâncare. Eddy face de rușine „fiul păstorului”, refuzând să ia castravetele de mare, aruncându-l. Eddy insistă că n-a făcut nimic, iar Dublu D încearcă să-l convingă să-i ducă lui Rold o floare în ghiveci ca scuză. Planta se dovedește ca fiind și ea o jignire, cu Rolf provocându-l pe Eddy la duel. Eddy pierde spectaculos, iar Ed face o reacție alergică de la „anghilele de iertare cu care cei doi s-au duelat. Deșteptarea Ed: După o întâlnire cu Jimmy, Jonny, Ed și Eddy, Dublu D ajunge la concluzia că întregul cul-de-sac n-are o judecată sănătoasă. Îi adună pe toți, predându-le, și îi încurajează să se educe printr-o vânătoare de „comori”. Eșecul vine odată ce copiii realizează că premiul nu este un sfarmă-fălci, cum au crezut inițial. |                                                              |                    |  |  |  |  |
| 31 | „Will Work for Ed / Ed, Ed and Away”                         | 4 ianuarie 2002    |  |  |  |  |
| Merge pentru Ed: Magazinul de dulciuri oferă trei sfarmă-fălci la preț de unul, dar n-au bani. Rolf lipea afișe de stâlpurile de iluminat, oferindu-i lui Ed bani în schimbul ajutorului, dar acesta nu câștigă nimic, Rolf taxându-l pentru greșeli, scăzându-i din „salariu”. Ed, Ed, la drum: Ezii au pus la cale un garaj de biciclete denumit „Crazy Ed's Custom Hot-Bikes”. În timp ce Kevin trecea pe-acolo, Eddy își bătea joc de bicicleta sa. Îi arată cele mai bune biciclete din magazinul său, dar Kevin nu cumpără. Mai târziu Ezii găsesc un balon roșu care zboară prin aer, pe care Eddy vrea neapărat să-l spargă. Îl urmăresc pentru o bună bucată de vreme, dar tot nu reușesc să-l spargă. |                                                              |                    |  |  |  |  |
| 32 | „X Marks the Ed / From Here to Ed”                           | 25 ianuarie 2002   |  |  |  |  |
| Puncte unite: Eddy are un coș. Toți copiii din cul-de-sac sunt obsedați de el, dar Rolf vine cu un tratament neobișnuit și dureros care-l scapă de coș dar îi micșorează capul. De aici până la Ed: După ce nu-i reușește o farsă, Eddy pune vina și îi declară război lui Kevin, spre dezaprobarea lui Dublu D. Kevin insistă să zică că n-a fost vinovat de eșecul farsei, și orice metodă de răzbunare se-ntoarce împotriva lui Eddy. |                                                              |                    |  |  |  |  |
| 33 | „Boys Will Be Eds / Ed or Tails”                             | 15 februarie 2002  |  |  |  |  |
| Băieții vor fi Ezi: Nazz îi ceartă pe ceilalți copii pentru că se iau de Jimmy, iar toți băieții (cu excepția lui Rolf și Jimmy) se-ndrăgostesc de Nazz, urmărind-o pretutindeni. Se luptă să-i arunce mingea de baseball și încearcă să-i câștige afecțiunea până când ea începe să fugă de ei țipând. Ezii au o mare surpriză după ce-i dedică o serenadă lui Nazz, aflând că erau de fapt la casa lui Jimmy. Ed sau pajură: Ed primește un pachet cu două sfarmă-fălci din Slovacia. Din cauză că nu-s destule sfarmă-fălci pentru toți cei trei Ezi, ei se ceartă, iar Eddy se auto-desemnează ca cel care merită să-l ia pe celălalt. Se iau la bătaie și-l pierd și pe cel de-al doilea, Rolf îi supune la mai multe probe. Chiar și după ce Eddy le câștigă (trișând), și celălalt sfarmă-fălci se pierde. |                                                              |                    |  |  |  |  |
| 34 | „Gimme, Gimme Never Ed / My Fair Ed”                         | 8 martie 2002      |  |  |  |  |
| Dă-mi dă-mi dar nu-mi mai da: Ezii fac roller-coastere pentru Scândură, care nu este impresionat de ele, cu ultimul fiind punându-le Ezilor viața în pericol. Frumosul meu Ed: După ce este amenințat de ceilalți copii, Dublu D încearcă, și reușește (într-o măsură) să-și transforme prietenii în oameni politicoși, la fel ca el. Asta se-ntoarce împotriva sa, când Ed și Eddy încep să exagereze cu bunăvoința. |                                                              |                    |  |  |  |  |
| 35 | „Rock-a-Bye-Ed / O-Ed-Eleven”                                | 22 martie 2002     |  |  |  |  |
| Nani nani Ed: Ed visează că Jonny este mama sa care-l pedepsește. De-aia, lui Ed i se face frică de Jonny, fugind de el și țipând de fiecare dată când îl vede. 11 impar: În timp ce Eddy cotrobăie prin lucrurile vechi ale fratelui său, el și ceilalți Ezi dau peste o hartă cu „ascunzătoarea secretă” a fratelui său pe care o descifrează, aflând că este sub rulota surorilor Kanker. |                                                              |                    |  |  |  |  |
| 36 | „The Luck of the Ed / Ed... Pass It On...”                   | 21 iunie 2002      |  |  |  |  |
| Norocul ezilor: Eddy își caută revistele pierdute pe care le primise de la fratele său. Odată cu trecerea timpului, Eddy crede că-n cercul lor de prieteni există și trădători, în special Dublu D, dar și Kevin. Asta îl determină să fure căciula lui Dublu D și sprânceana lui Ed și să ceară răscumpărare. Ed, dă mai departe: După ce farsa cu restaurantul pusă la cale de Eddy eșuează, Eddy decide să lanseze zvonul, care-i scapă de sub control, cum că fratele său mai mare vine acasă. |                                                              |                    |  |  |  |  |
| 37 | „Brother, Can You Spare an Ed? / The Day the Ed Stood Still” | 28 iunie 2002      |  |  |  |  |
| Frate, poți să-mi dai un Ed?: Sarah îi dă lui Ed alocația sa ca să meargă să-i cumpere ciocolată cu caramel, dar Eddy îl face pe Ed să cumpere trei sfarmă-fălci pentru ei. În restul zilei încearcă să facă bani ca să-i înapoieze lui Sarah. Ziua în care Ed a stat pe loc: Dublu D și Eddy îi fac lui Ed un costum de monstru, cel al lui Xenomorph din filmul Alien, ca să atragă clienți la carnavalul său. După ce și-a pus costumul, Ed este convins că este un monstru, reconstituind filmul Alien lipindu-și prietenii de peretele din pivnița sa cu pufarini „Chunky Puffs” mestecați. |                                                              |                    |  |  |  |  |
| 38 | „If It Smells Like an Ed”                                    | 5 iulie 2002       |  |  |  |  |
| Conform lui Jimmy și prietenilor lui, în cul-de-sac este Ziua Prieteniei și au construit o inimă uriașă ca să sărbătorească. Sărbătoarea le este perturbată, iar Kevin îi scoate ca țapi ispășitori pe Ezi, cei care pornesc în căutarea adevâratului vinovat. |                                                              |                    |  |  |  |  |
| 39 | „Don't Rain on My Ed / Once Bitten, Twice Ed”                | 12 iulie 2002      |  |  |  |  |
| O zi proastă pentru Ed: Este „Ziua Aprecierii Clientului” la magazinul de dulciuri și mai sunt 10 minute până pot ajunge acolo, ca să primească un sfarmă-fălci gratis. Ei sunt împiedicați să ajungă acolo de o mulțime de obstacole. Cin' s-a fript cu ciorbă suflă și-n Ed: Eddy repetă insistent aceeași înșelătorie cu modificări minore, dar eșuează. |                                                              |                    |  |  |  |  |